# Chenonetta jubata
El pato de crin o ganso de melena (Chenonetta jubata) es una especie de ave anseriforme de la familia Anatidae propia de Australia. Es la única especie viva del género Chenonetta. 

## Descripción

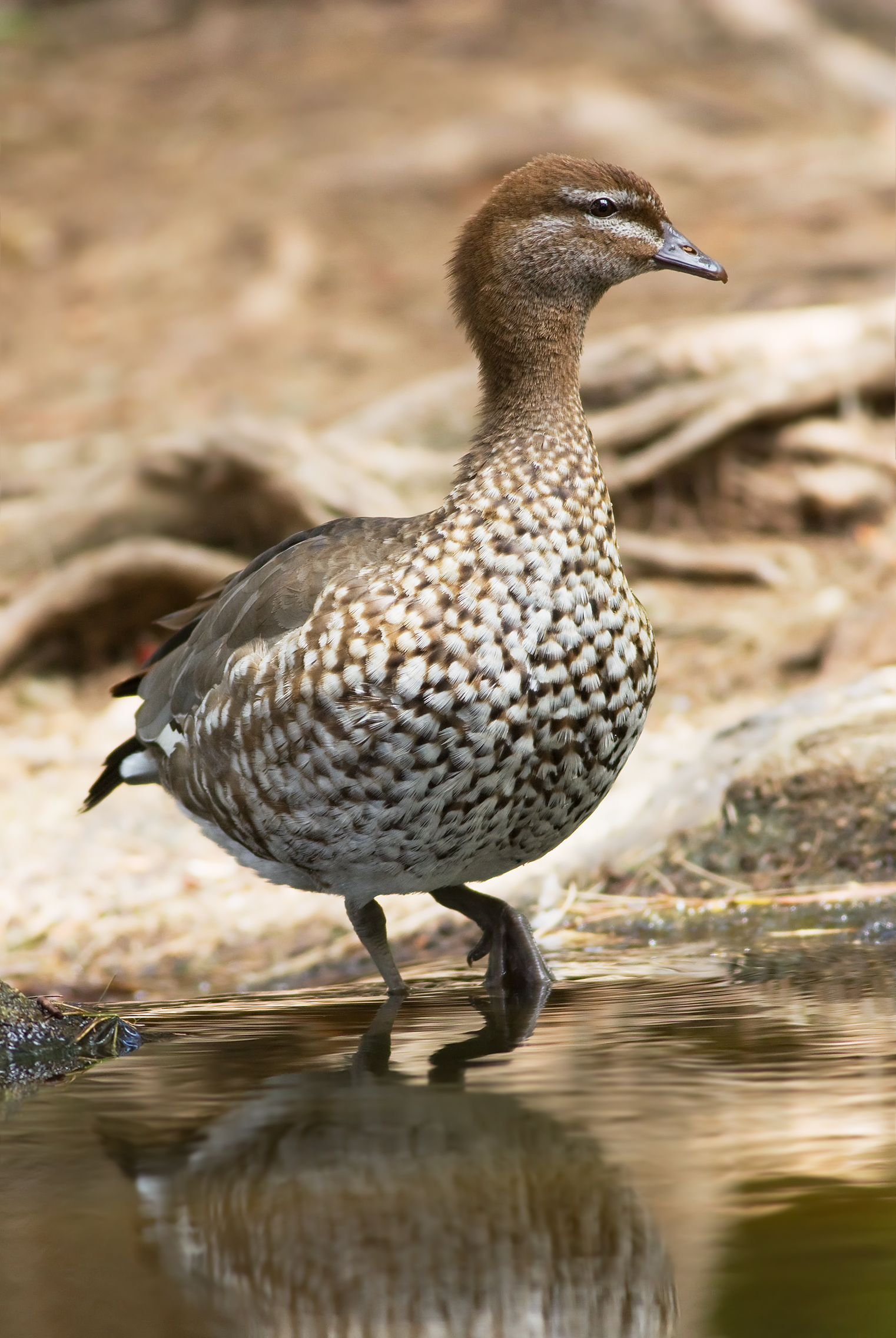
Hembra.

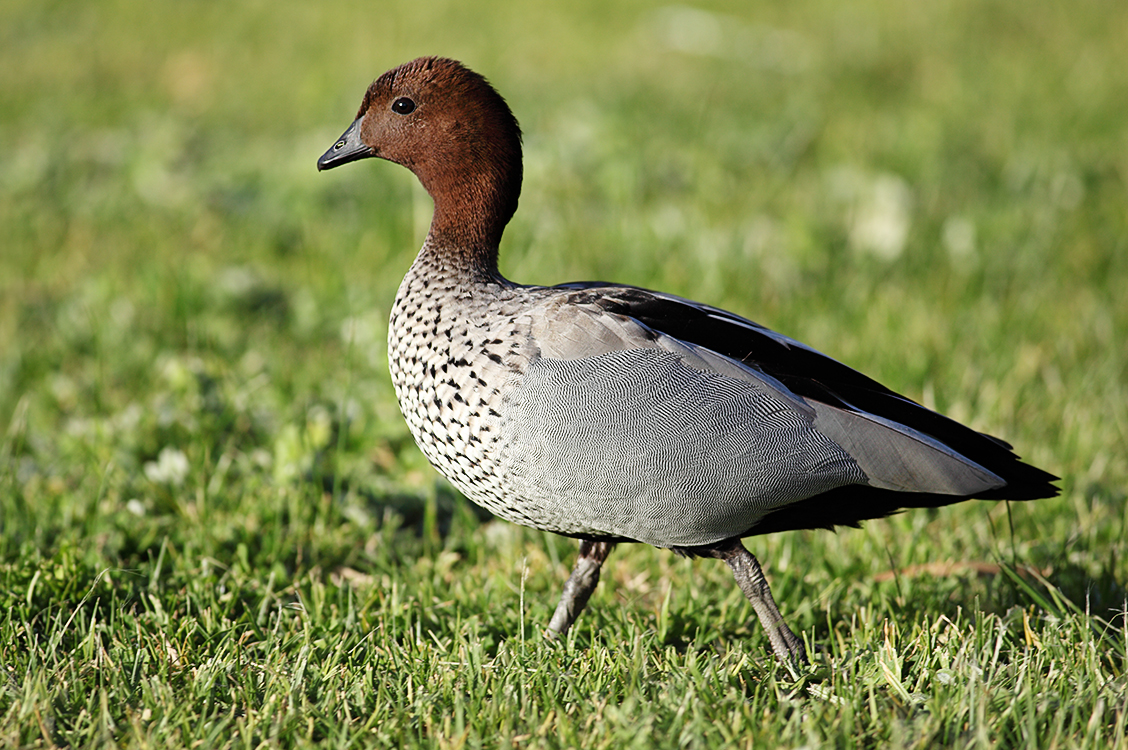
Macho.

Este pato que mide entre 45–51 cm parece un ganso pequeño, y se alimenta principalmente pastando hierba en bandadas.
El macho es principalmente gris, con la cabeza castaña oscura y el pecho moteado en blanco y negro. La hembra es similar, pero tiene listas blancas por encima y por debajo del ojo en contraste con su lista ocular oscura, y además todas sus partes inferiores están moteadas. Ambos sexos tienen alas grises con las primarias y un  espejuelo. Los juveniles son similares a las hembras adultas, pero más claros y con el pecho más estriado.
El pato de crin puede distinguirse del gansito australiano, que es más pequeño y oscuro, tiene las mejillas blancas, y pasa más tiempo en el agua. Por su parte los suirirís Dendrocygna tienen cuellos y patas más largas, sus picos tienen más la forma típica de los patos, y andan más erguidos. En vuelo, el pato de crin es el único pato australiano con las plumas secundarias blancas y la punta del ala oscura.

## Taxonomía
El pato de crin fue descrito científicamente en 1801 por el ornitólogo inglés John Latham, con el nombre binomial de Anas jubata.
Se ha descubierto que el pato de Finsch (Chenonetta finschi), una especie extinta no voladora de Nueva Zelanda y que anteriormente se clasificaba en el género monotípico Chenonetta en realidad está cercanamente emparentado con el pato de crín y pertenece al mismo género Chenonetta. Se extinguió antes de que los científicos pudieran estudiar la avifauna de Nueva Zelanda, pero se cree que sobrevivió al menos hasta 1870 (por un registro de un «ganso» no volador muerto en Opotiki.)
El nombre del género Chenonetta es la combinación de los términos griegos χήνος (khēnos) «ganso» y νηττα (nētta) «pato». Mientras que el nombre de la especie, jubata, es la palabra latín que significa «con crin, crestada», de iuba «crin, cresta»

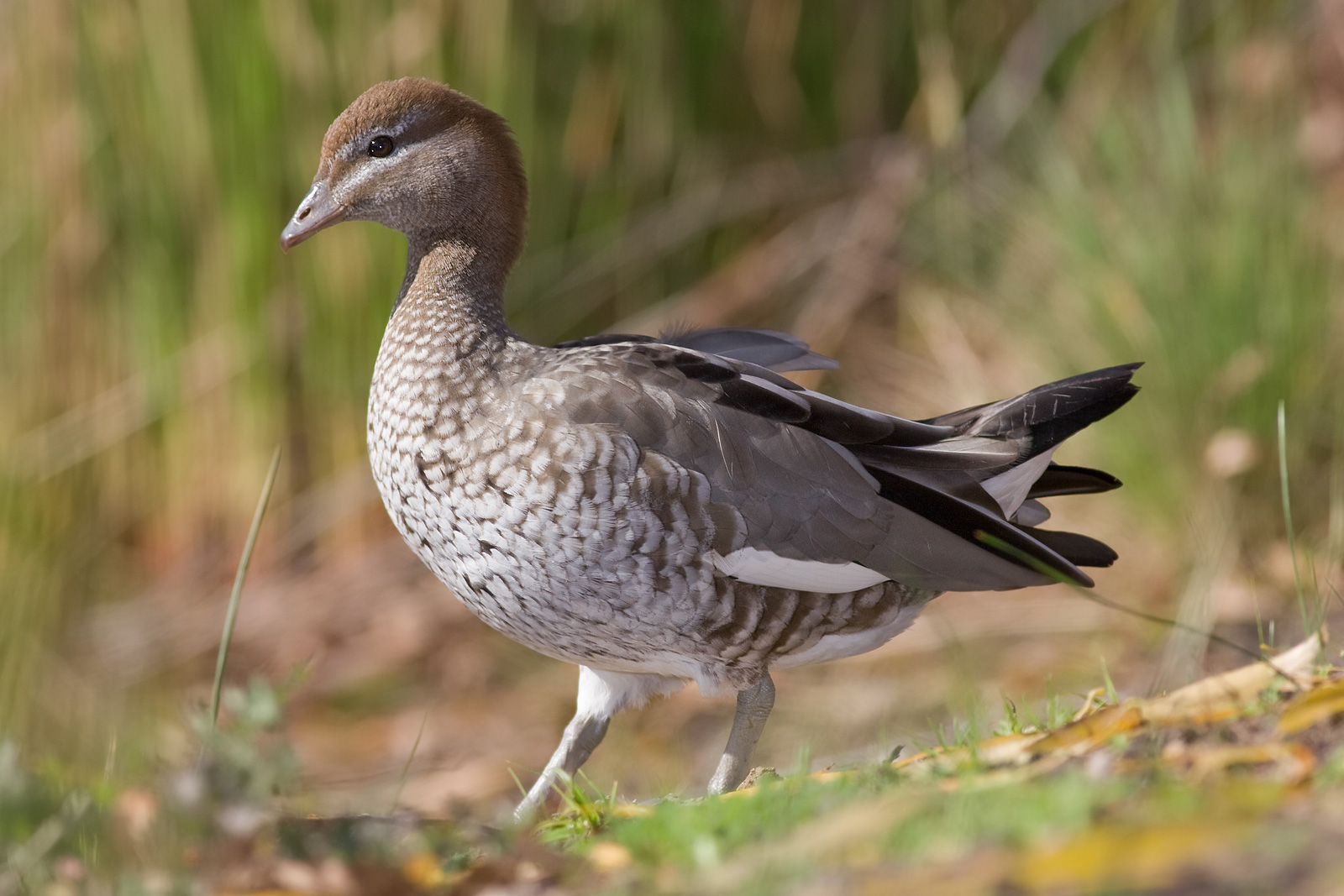
Hembra en Victoria.

## Distribución y hábitat
El pato de crin se distribuye por la mayor parte de Australia, incluida Tasmania. El pato de crin se encuentra en los herbazales,  arboledas abiertas, humedales, y pastizales inundables, además de las costas en bahías y ensenadas. También es común en tierras de cultivo con presas, y alrededor de los campos de arroz, y en parques urbanos. Se encuentra en lagos demasiado profundos para que puedan alimentarse otras aves acuáticas, ya que el pato de crin prefiere alimentarse en tierra.

## Comportamiento

### Reproducción

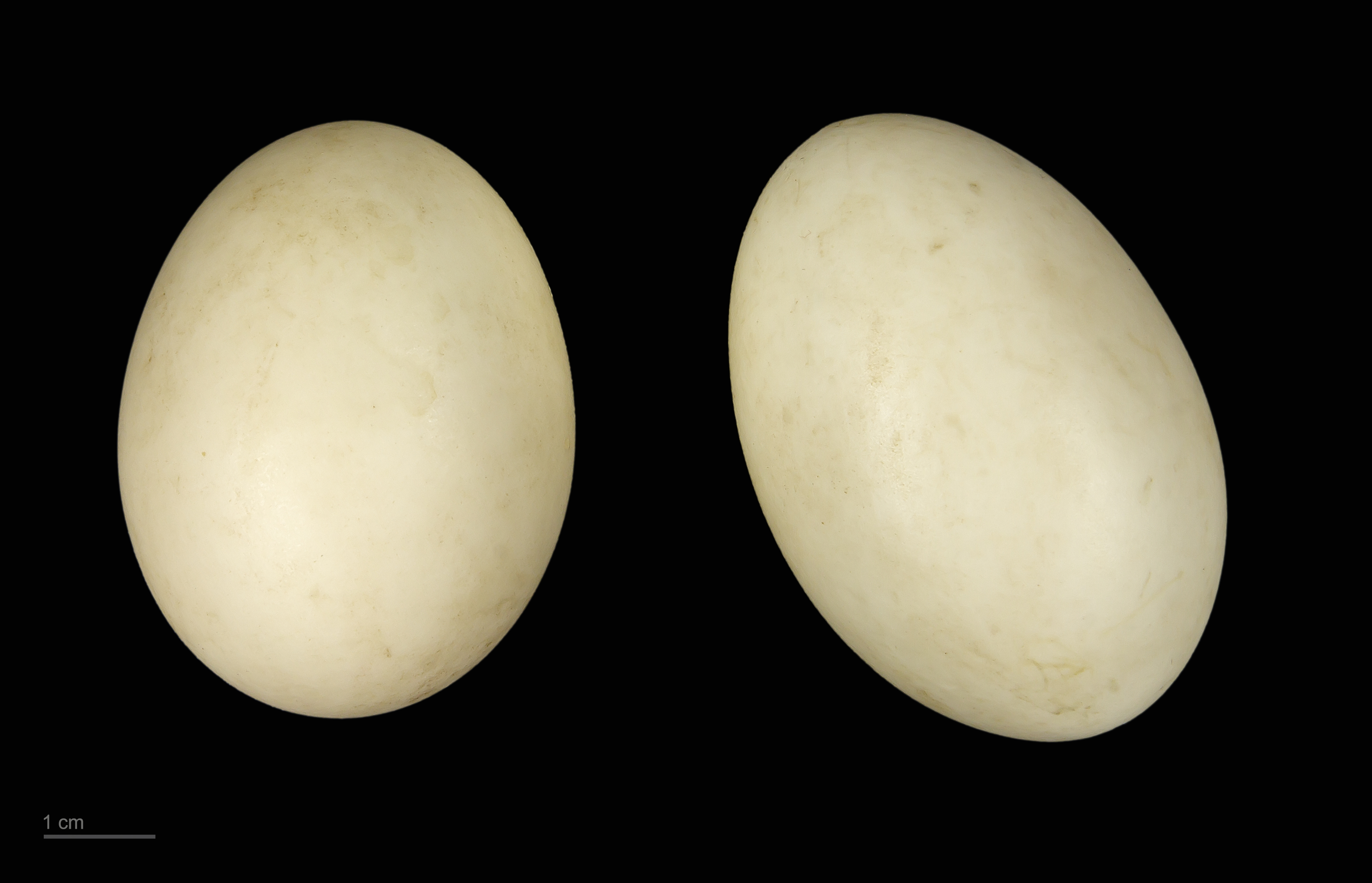
Huevos de Chenonetta jubata - MHNT.

El pato de crin anida en las cavidades de los árboles cercanos al agua, también puede usar las cajas nido. Su nido consiste en un montón de plumón. Pone entre 9–11 huevos de color blanco crema. La hembra se encarga de la incubación mientras el macho permanece fuera vigilando. Cuando los patitos están preparados para dejar el nido, la hembra vuela al suelo y les anima a salir y saltar al suelo, y entonces la nidada se alejará siguiendo a sus dos progenitores, y ambos los cuidarán y guiarán en el exterior.

### Alimentación
El pato de crin se alimenta principalmente de hierba, grano, trébol y otras plantas, y ocasionalmente de insectos. Raramente se les ve en aguas abiertas, y prefiere alimentarse en los herbazales y aguas someras.

### Sonidos
Su llamada más común es un graznido ascendente tipo gnow que emiten las hembras, mientras que el de los machos es más suave, corto y agudo. En bandada emiten un parloteo staccato.

## Estado de conservación
El pato de crin es un ave muy extendida por Australia, con una población estable por lo que se clasifica especie bajo preocupación menor. La especie se ha beneficiado del desarrollo de la agricultura, y la creación de presas y estanques. Se considera una especie cinegética que puede ser cazada por los cazadores con licencia.